# Svjetski dan voda
Svjetski dan voda obilježava se svake godine 22. ožujka.
Prve važne preporuke o problemima vezanim za vodu i vodne resurse bile su formulirane na konferenciji Ujedinjenih naroda o vodama koja je održana 1977. godine u Mar del Plati (Argentina). Nakon konferencije Ujedinjenih naroda o okolišu i razvoju u Rio de Janeirou, Opća skupština UN je rezolucijom od 22. veljače 1993. odlučila da se 22. ožujak svake godine obilježi kao Svjetski dan voda i da se na taj dan, diljem svijeta, posebno skrene pozornost na probleme vezane za vodu i vodne resurse, s tim da se svake godine obilježava uz drugi moto. Tako je npr. 1995. godine obilježen pod motom: "Žene i voda", 2004. godine: "Voda i katastrofe", a 2007. godine: "Kako se nositi s oskudicom".   Svakog dana prosječno kućanstvo potroši oko 50 litara vode na ispiranje wc-a, jedan od šest ljudi na Zemlji nema dnevnih 20-50 litara osigurane svježe vode, a svakodnevno od posljedica nedostatka vode umire 3.800 djece. Prema procjenama čak 1,1 milijarda ljudi nema pristup pitkoj vodi, a 2,4 milijarde živi bez osnovnih sanitarnih uvjeta.